# انسداد المجاري البولية
انسداد المجاري البولية هو مرض بولي بتضمن النقص في المرور الحر للبول خلال الحالب والإحليل، وقد يؤدي إلى احتباس البول.

## الأسباب
- الحصاة المثانية والحصاة الكلوية
- ضخامة البروستات
- عيب خلقي يؤدي إلى انسداد المجاري البولية، وقد تحدث بسبب قلة السائل السلوي والتي تؤدي بدورها إلى متلازمة بوتر والتي تعطي المظهر غير النمطي. ويعد نقص تنسج الرئة سببا رئيسيا لوفاة حديثي الولادة والأطفال المصابين بانسداد المجاري البولية السفلى المزمن.[1]

وبحسب تجربة منضبطة معشاة، فيبدو أن جراحة الجنين المصاب بانسداد المجاري البولية تحسن من مستوى الحياة.

## وضع الجلوس للتبول
أظهر تحليل تلوي على تأثير التبول جلوسا في ذكور أصحاء وذكور لديهم أعراض المجاري البولية السفلى أن التبول جلوسا يقلل من كمية البول المتبقي في المثانة بشكل ملحوظ. كما ظهرت زيادة في الكمية القصوى للبول المطروح وتقليل زمن التبول في حالة المصابين بأعراض المجاري البولية، بينما لم يتغيرا في حالة الأشخاص الأصحاء.